# مجمع‌الجزایر آماکوسا
آماکوسا مجموع جزایری متعلق به کشور ژاپن است که در ساحل غربی کیوشو واقع شده است. بزرگترین این جزایر، جزیره ی شیموشیما است که درازای آن ۲۶٫۵ مایل و بزرگترین پهنای آن ۱۳٫۵ مایل می باشد.